# Municipio de Mezquital del Oro
El municipio de Mezquital del Oro es uno de los 58 municipios del estado mexicano de Zacatecas. Su cabecera es la localidad de Mezquital del Oro.

## Toponimia
El nombre de Mezquital del Oro proviene del primer habitante del lugar, Francisco Gutiérrez Mendoza, originario de Jalostotitlán, Jalisco, quien era propietario de una hacienda llamada Mezquital; adquiriendo esta mediante la denuncia que hizo de siete sitios y de algunas caballerías, de cuyos nombres fueron conocidos como Mezquital, Moyotán, Carrizal, Los Ciruelos, Santa María Tuichán y la Mesa del Barón. Mezquital, sitio que se encuentra rodeado por dos sierras, al este y al oeste, donde estaban las caballerías de acceso llamadas El Tambor y en una de ellas en la que se forma una cañada se fundó la población de Mezquital del Oro.
Considerando que en este lugar en la medianía del cerro se descubrió mineral (Oro) por lo que en el año 1824 se agrega del Oro.  Año en que pasó a formar parte de Juchipila.

## Reseña histórica
Antecedentes prehispánicos: Los primeros pobladores de este municipio fue una tribu nómada llamada los caxcanes procedían de un lugar llamado San Miguel, situado en el municipio de Apozol, Zac.. Según datos históricos esta tribu fue conquistada por un encomendero de la Real Audiencia del Reino de Nueva Galicia; quien designa como conquistador al “Barón de Basurto”. 
En el año de 1700 fue fundada esta población a la que se le dio el nombre de “Real de San Juan del Mezquital”. Durante el Virreinato con la llegada de los españoles y dado que un indio caminero descubrió el mineral en la medianía de un cerro, dando aviso a su patrón don Cristóbal Gutiérrez, descendiente del primer poseedor, dio lugar al nombre de “Real del Oro”.  La explotación minera estuvo a cargo del Sr. Francisco Zárate, quien fue Gobernador del Estado de 1908-1911.
El Municipio de Mezquital del Oro empezó con esta denominación hasta el año 1824.  Dependiendo del partido de Juchipila.

## Localización
Este municipio se encuentra ubicado en las coordenadas 22º 09’ 30” de latitud norte y de 103º 38’ de longitud norte. 
Limita al norte con el municipio de Teúl de González Ortega, al oriente con Moyahua, al sur con el Estado de Jalisco al poniente con el municipio de García de la Cadena.

## Extensión
Cuenta con una extensión territorial de 483 km².

## Orografía
El municipio es montañoso, ya que está ubicado en las estribaciones de la Sierra Madre Oriental: La altura de la cabecera municipal es de 1,200 metros sobre el nivel del mar.  Con referencia a su altura máxima se registra en la angostura a 1,500 metros sobre el nivel del mar; sus otras elevaciones son Malacate y el Cubilete.

## Hidrografía
Esta población cuenta con un Río El Mezquital, que se une al de Juchipila para desembocar en Santiago Lerma en el Estado de Jalisco.

## Clima
Su clima es cálido y su temperatura media oscila en los 18º, con precipitación media anual de 800 milímetros y vientos dominantes al sur, a una velocidad de 8 km por hora, en primavera, verano y otoño, y de 14 km. por hora en invierno.

## Flora
Existe una gran variedad de vegetación: Mezquite, palo colorado, tamarindo, nogales, pinos, sabinos, sauces, cedros, tepame, zarcillillo, ahilote, huevo de toro, guasima, garruño, tescalame, conocascoyotle, retamas, encino roble,  madroño huizache blanco y negro, cuero de indio, tepisapote, grangeno, granadillo, laurel, huanacaiste,  maguey y pastizales, etc.. También existe una gran variedad de árboles frutales como: Naranjos, mandarina, toronjas, limones, limas, sidras, mangos, guayabas duraznos, granados, aguacate, mamey, ciruelos, también abundan los pitayos, magueyes para el vino, nopales mansos, y del cerro, cuclistes, orégano del cerro, hierba del coyote, palmas, visnagas hierba de la gallina, perejil, etc.

## Fauna
Se puede localizar las especies de conejos, liebres, jabalíes de collar, venado de cola blanca, gato montés, zorra gris, mapache,  víboras de cascabel, culebras polleras, coralillos, alicantes, flechillas, lagartijos rayados, salamanquesas, salamandras, escorpión, iguanas, cuxpales, leones, coyote, tlacuache, ardillas tachalote, tejones, lobos;  Aves: garza, gaviota, pato de laguna, gavilán, auras, zopilote, cuervo, calandrias, correcaminos, guacamayas, canarios, cenzontles, jilgueros, pájaro carpintero, pitacoches, abejorros, chuparrosas, chachalacas, salta paredes, etc.

## Recursos naturales
Yacimientos de minerales (Oro, Plata) y recursos forestales.

## Clasificación y Uso del Suelo
La geología de sus suelos pertenece al Cenozoico Cuaternario formado por aluviones, y su suelo es de composición de tipo amarillo del bosque.

## Perfil sociodemográfico
Grupos Étnicos
De acuerdo a los resultados que presentó el II Conteo de Población y Vivienda en el 2005, en el municipio habitan un total de 2 personas que hablan alguna lengua indígena.
Evolución Demográfica
De acuerdo a los resultados que presentó el II Conteo de Población y Vivienda en el 2005, el municipio cuenta con un total de 2,475 habitantes.

Religión
La mayoría de la población profesa la religión Católica con 2544 creyentes, le sigue Bíblicas no Evangélicas con 27 Protestantes y Evangélicos con 21 y otras Evangélicas con 18.